# Historia de la ciencia y la tecnología en Venezuela

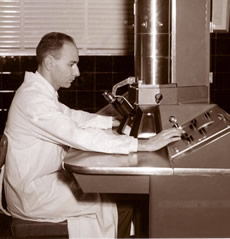
Humberto Fernández-Morán, reconocido médico y científico venezolano.

La historia de la ciencia y tecnología en Venezuela describe el desarrollo histórico de la ciencia y la tecnología en Venezuela. Es recién con el siglo XX que comienza una inversión perceptible aunque aún precaria en la creación de tecnología propia.
La ciencia y tecnología, como un recurso importante para la sociedad, en el caso venezolano, no conectó eficientemente con la realidad productiva venezolana, continuó su aislamiento y poco aprovechamiento real. Las ideas germinales, que pudieron ser muchas en 40 años, no fueron impulsadas por la sociedad venezolana como un todo, ni de parte del sector oficial y, mucho menos del sector privado, quien en última instancia sería uno de los grandes beneficiarios del desarrollo en ciencia y tecnología.
No es la idea de este esbozo histórico analizar las causas estructurales de la economía venezolana, que explican el desinterés general por la ciencia, la tecnología y la innovación en Venezuela, pero es posible afirmar, que el ingreso petrolero no se ha invertido en la diversificación de la economía, sino más bien la ha hecho más dependiente de la importación de tecnología, productos y servicios.

## Primeros años
El atraso en el desarrollo de la provincia de Venezuela dio como resultado que el Imperio español comenzara a promover los centros de estudios superiores tardíamente en la Capitanía General de Venezuela, particularmente debido a su menor interés comercial, lo que había llevado incluso a que con anterioridad se arrendaran parte de los territorios venezolanos a banqueros alemanes, los cuales explotaron los recursos y fundaron Klein-Venedig en un intento de colonizar la región. Un ejemplo de este desarrollo tardío, ligado en buena medida a la actividad de la Compañía Guipuzcoana, es el hecho de que la provincia recién tuviera su primera universidad en 1721, unos doscientos años después que México, Colombia o Perú, aunque hay que señalar que durante el siglo XVII hubo varios precedentes en forma de colegios y seminarios encargados de la educación, especialmente en la formación del clero, como fue el caso del Colegio Seminario de santa Rosa de Lima, fundado en 1673.

### Lingüística y etnografía
Los primeros estudios sobre los idiomas originarios de Venezuela y sobre las costumbres indígenas fueron realizados a mediados del siglo XVIII por los misioneros católicos. El jesuita Filippo Salvatore Gilii fue uno de los primeros en teorizar sobre las relaciones lingüísticas y proponer posibles familias de idiomas para la zona del Orinoco.

### Creación de las primeras universidades
El 22 de diciembre de 1721 se crea la Real y Pontificia Universidad de Caracas. En un principio se impartían clases de teología, medicina, filosofía y derecho exclusivamente en el idioma latín. Fue denominada "Real y Pontificia" por estar bajo la tutela y protección del Monarca español y del sumo pontífice. Esta universidad será la antecesora de la Universidad Central de Venezuela. Para 1810 la universidad cuenta con unos 400 alumnos. Durante el siglo XVIII se comienzan a crear academias de ingeniería, aunque estas eran muy reducidas y ante todo para los militares.
En 1808 el coronel Tomás Mires crea una Escuela de Ingenieros. En 1810 se funda la Real Universidad de San Buenaventura de Mérida de los Caballeros, aunque de corta duración, fue el primer centro de estudios superiores fundados por una entidad republicana en Venezuela.
En 1813 se funda el Colegio Nacional de Valencia, un instituto de estudios superiores donde se dictaban clases de  Filosofía, Ciencias Médicas, Políticas, Eclesiásticas y Matemáticas. En 1892 estas carreras son absorbidas por la flamante Ilustre Universidad de Valencia, que posteriormente adquiere su nombre actual: Universidad de Carabobo.
En 1891 se funda la Universidad del Zulia (LUZ) en la ciudad de Maracaibo. En 1904, el gobierno de Cipriano Castro decreta su cierre y recién vuelve a abrir sus puertas en 1946 tras una decisión de la Junta Revolucionaria de Gobierno debido a la presión social.

### Ciencias naturales
Pehr Löfling (1729 – 1756) es uno de los personajes más extraordinarios de la historiografía de las ciencias naturales en Venezuela y del período colonial español en América. En botánica y zoología es conocido como el primer investigador científico que pisa tierras venezolanas y realiza estudios y descripciones rigurosas sobre la flora y fauna de los Llanos y Guayana. Introduce el microscopio en Venezuela.
Manuel Palacio Fajardo (1784 – 1819) fue un abogado, médico, químico y político venezolano. Además de desarrollar un prolífica carrera política en el país tenía notables conocimientos de medicina y química. Durante una estancia en Europa hizo estudios de química y perfeccionó sus conocimientos médicos. En Londres publicó varios artículos sobre ciencias naturales, de los que se conocen tres: "Sobre la explotación de carbonatos de sodio en la laguna de Urao del estado Mérida" (1816), "Apuntes sobre las principales circunstancias del terremoto de Caracas" (1817) y "Una descripción geográfica del valle de Cúcuta" (1817).
Otra figura notable fue la de Adolfo Ernst, un científico de origen prusiano que se estableció en Venezuela en la segunda mitad del siglo XIX. Fue el creador del Museo de Ciencias Naturales y la Biblioteca Nacional de Venezuela. Louis Daniel Beauperthuy (1807-1871) fue un médico y científico nacido en Basse Terre, Guadalupe, radicado en Venezuela, descubridor del agente transmisor de la fiebre amarilla.
Vicente Marcano (1848-1891) fue un destacado ingeniero, químico, geólogo, profesor universitario y divulgador científico. Graduado en ciencias filosóficas en la Universidad Central de Venezuela, continuó su educación en París. En 1887 fue designado jefe de la Comisión de Antropología que realizó viajes de exploración arqueológica al lago de Valencia, al Orinoco, las Formaciones Kársticas y Falcón. Su interés principal fue el estudio de las fermentaciones de las frutas tropicales, además de las tierras nitradas y la industrialización de la caña de azúcar. En 1891, fundó en Caracas el Laboratorio Municipal, convertido más tarde en el Laboratorio Nacional. Su más importante descubrimiento fue la bromelina, enzima proteolítica extraída del jugo de la piña.

### Ingeniería
Carlos del Pozo y Sucre (1743 - 1814) es probablemente el primer inventor destacado que tuvo Venezuela. Alexander von Humboldt menciona un encuentro con este hombre en 1800:

Encontramos en Calabozo, en el corazón de los llanos, una máquina eléctrica de grandes discos, electróforos, baterías, electrómetros, un material casi tan completo como el que poseen nuestros físicos en Europa. No habían sido comprados en los Estados Unidos todos estos objetos; eran la obra de un hombre que nunca había visto instrumento alguno, que a nadie podía consultar, que no conocía los fenómenos de la electricidad más que por la lectura del Tratado de Sigaud de Lafond (Joseph Aignan Sigaud de Lafond) y de las Memorias de Franklin (Benjamin Franklin). El Sr. Carlos del Pozo, que así se llamaba aquel estimable e ingenioso sujeto, había comenzado a hacer máquinas eléctricas de cilindro empleando grandes frascos de vidrio a los que había cortado el cuello. Desde algunos años tan solo pudo procurarse, por vía de Filadelfia, platillos para construir una máquina de discos y obtener efectos más considerables de la electricidad. Fácil es suponer cuántas dificultades tuvo que vencer el Sr. Del Pozo desde que cayeron en sus manos las primeras obras sobre la electricidad, cuando resolvió animosamente procurarse, por su propia industria, todo lo que veía descrito en los libros. No había gozado hasta entonces sino del asombro y admiración que sus experiencias producían en personas carentes por completo de instrucción, que jamás se habían apartado de la soledad de los llanos. Nuestra mansión en Calabozo le hizo experimentar una satisfacción del todo nueva. Por supuesto que había de dar alguna importancia a los votos de dos viajeros que podían comparar sus aparatos con los que se construyen en Europa. Yo llevaba electrómeros de paja, de bolilla de saúco, y de hojas de oro laminado, y asimismo una botellita de Leyden que podía cargarse por frotamiento, según el método de Ingenhouss, la cual me servía para experiencias fisiológicas. No pudo el Sr. Del Pozo contener su alegría al ver por primera vez instrumentos no hechos por él y que parecían copia de los suyos. Le mostramos también el efecto de metales heterogéneos sobre los nervios de las ranas. Los nombres de Galvani y Volta no habían resonado en aquellas vastas soledades.
Alejandro de Humboldt, Viaje a las Regiones Equinocciales del Nuevo Continente.

En 1804 participó con el científico ibérico Francisco Javier Balmis en la vacunación contra la viruela en Venezuela. Del Pozo era un partidario del gobierno español y por esto no recibió apoyo del nuevo gobierno patriota instaurado en 1811. Murió olvidado en 1814.
Carlos Toro Manrique fue un destacado ingeniero, matemático y académico venezolano que se desempeñó como Vicerrector Académico de la Universidad Central de Venezuela y como Miembro Fundador e Individuo de Número de la Academia de Ciencias Físicas, Matemáticas y Naturales de Venezuela.
Vale mencionar también a Alfredo Jahn, un botánico, ingeniero, topógrafo, científico venezolano. Fundó y presidió la Academia de Ciencias Físicas, Matemáticas y Naturales de Venezuela. También participó en la construcción del ferrocarril Caracas-Valencia y en la Carretera Trasandina. Realizó estudios topográficos y etnológicos de Venezuela.

## Desde comienzos de siglo hasta la Segunda Guerra Mundial (1900-1945)
La explotación petrolera fue la impulsora de la modernidad en Venezuela a principios del siglo XX. De la mano de ella, llegaron los primeros avances tecnológicos mundiales al país, como los automóviles, la aviación, la electricidad, entre otros inventos modernos. Era el gobierno de Juan Vicente Gómez (1908-1935) y era el momento que Venezuela se empezar a conectar con el sistema capitalista internacional. Por el lado económico, las empresas extranjeras traían la tecnología petrolera para la exploración y la naciente explotación del mineral negro. Pero se vivía una dictadura, se estaba saliendo de una estructura económica agrícola para entrar en un incipiente proceso de industrialización.
En esa época se crearon la Academia Nacional de Medicina de Venezuela (1904) y la Academia de Ciencias Políticas y Sociales (1915). En el ámbito universitario, se cerraron las universidades provinciales de Valencia (1902) y Maracaibo (1904), quedando la educación superior restringida a la Universidad Central de Venezuela (UCV) y a la Universidad de Los Andes.
Al morir Gómez en 1935 comienza en Venezuela un proceso de modernización que incluye cambios en el ámbito de la salud, la educación y la infraestructura. En 1936 el Ministerio de Agricultura y Cría (MAC) crea centros de investigación agrícola destinados a incrementar la producción vegetal y animal. En los años 1940 la UCV da sus primeros pasos en la creación de espacios propios para la investigación, como la creación del Instituto de Medicina Experimental por parte de Augusto Pi Suñer.

### Biología y medicina
La ciencia y la tecnología venezolana (ciencia y tecnología) se fue asomando desde algunos prominentes médicos que, al principio del siglo XX, se preocuparon por la enfermedades endémica que afectaban al pueblo venezolano, como Rafael Rangel (1877-1909) o José Gregorio Hernández (1864-1919). La Academia de Ciencias Físicas, Matemáticas y Naturales, se crea por decreto en 1917.

## Gobiernos militares de la posguerra (1946-1958)
En 1946 la Junta Revolucionaria de Gobierno promulga el Estatuto Orgánico de las Universidades Nacionales. Con el gobierno militar de Marcos Pérez Jiménez (1952-1958) se produciría un aumento de las inversiones de capital extranjero y la inmigración europea en Venezuela. A través de los fondos que proveía el petróleo, Pérez Jiménez impulsó un ambicioso programa de infraestructura que modernizó el país en un clima de represión de las voces disidentes.6 Durante este período se construyen varios de los edificios que forman la Ciudad Universitaria de Caracas. Esta política keynesiana, favorecida por el aumento del petróleo, logró que Venezuela llegara el pleno empleo en 1956.
En 1958 comienzan las rebeliones contra el régimen de Pérez Jiménez, durante la cual se acentúa la represión, en especial al movimiento estudiantil. Entre los sectores que se movilizan contra el gobierno están los intelectuales, médicos, abogados, profesores e ingenieros. Sin apoyo de las fuerzas militares Marcos Pérez Jiménez se exilia y los partidos políticos firman el Pacto de Puntofijo que permite el regreso de la democracia unos meses después.

### Biología y medicina
En los años 1950, los médicos Francisco De Venanzi y Marcel Roche organizan un instituto de investigaciones biomédicas bajo el auspicio de la Fundación Luis Roche. El Instituto de Investigaciones Médicas "Fundación Luis Roche" (IIM) funcionaba a partir del mecenazgo privado, principalmente del mencionado Roche pero también de empresas petroleras, laboratorios, el Ministerio de Sanidad y aportes individuales. Se realizaban investigaciones sobre anquilostomiasis, el bocio endémico, la diabetes, entre otros.
El 29 de abril de 1954 se funda el Instituto Venezolano de Neurología e Investigaciones Cerebrales (IVNIC) bajo la dirección de Humberto Fernández-Morán. Durante este período se contrata a investigadores extranjeros especializados en investigación biomédida y se instala el primer Reactor Nuclear de Latinoamérica. Fernández Morán fue el pionero de la microscopia electrónica invento del cuchillo de diamante y en 1970 es contratado por la NASA para trabajar en el proyecto Apolo en el campo del análisis de las rocas lunares.

### Sector agropecuario
En el año 1951 se crea el Instituto Nacional de Agricultura (INA) que en 1953 pasa a llamarse Centro de Investigaciones Agronómicas (CIA). Se trata de una dependencia de la  Dirección de Investigación del Ministerio de Agricultura y Cría dedicada a la investigación en temas agronómicos.

### Siderurgia
El plan de infraestructura necesitaba de una industria siderúrgica que comienza a planearse en 1953 y toma forma con la creación del Instituto Venezolano del Hierro y el Acero en 1957, que tenía el objetivo de impulsar la instalación de una planta siderúrgica en Ciudad Guayana.

## Llegada de la democracia (1959-1979)
Tras la caída del gobierno de Marcos Pérez Jiménez en 1958 se inicia una reestructuración del IVNIC. Así es como, en febrero de 1959, pasa a llamarse Instituto Venezolano de Investigaciones Científicas (IVIC), mediante un decreto del presidente provisional Édgar Sanabria. El nuevo instituto continúa con la infraestructura y línea de trabajo del IVNIC, pero incorpora a nuevos investigadores provenientes del IIM. El IVIC es la institución más importante de la ciencia venezolana, representando durante el siglo XX el 27% de las publicaciones científicas del país y el 12% de los recursos del sector.
En 1959 asume el cargo de presidente Rómulo Betancourt (1959-1964), quien impulsa un modelo económico basado en desarrollo industrial y la sustitución de importaciones. Durante este período se crea la Corporación Venezolana del Petróleo (1960) y la Corporación Venezolana de Guayana (1960). Las políticas de Betancourt fueron continuadas por su sucesor Raúl Leoni (1964-1969). Durante su gobierno se fortaleció la industria siderúrgica, petrolera y agroindustrial. Se creó la empresa estatal CVG Siderúrgica del Orinoco C.A. (SIDOR) para que se hiciera cargo de la planta creada unos años antes. Durante la década de 1960 se desarrollan una decena de parques industriales a lo largo del país y la zona franca industrial de Paraguaná.
El gobierno de Rafael Caldera (1969-1974) tiene un fuerte impacto sobre la estructura del sistema científico nacional al crear el CONICIT y nuevas universidades e institutos superiores. Fue seguido por Carlos Andrés Pérez (1974-1979) quien nacionaliza el petróleo y el hierro. Esto trae grandes ingresos para el país debido al incremento en los precios internacionales que se produce luego de la crisis del petróleo de 1973 pero tiene un efecto negativo al aumentar la dependencia de la economía sobre este recurso.
Las políticas de sustitución de importaciones llevadas a cabo por los primeros gobiernos democráticos produjeron un crecimiento sostenido del sector industrial que pasó de representar el 10,8% del PBI en 1958 al 15% en 1978. El peso del estado en la economía se volvió más importante, con fuertes inversiones en petroquímica, siderúrgica y aluminio.
En la inversión estatal en ciencia se distinguen dos períodos: desde 1970 hasta 1974 se produce un aumento de los recursos aunque los montos siguen siendo modestos, llegando a los 25 millones de dólares anuales; mientras que en 1975-1978 se duplica el presupuesto gracias a las ganancias petroleras.

### Universidades y CONICIT
Un hito importante durante el gobierno de Caldera fue la creación del Consejo Nacional de Investigaciones Científicas y Tecnológicas (CONICIT). Esta instancia rectora fue una gran base porque pretendía centralizar los esfuerzos de los investigadores nacionales y colocar sus investigaciones y creaciones en función del desarrollo nacional. El efecto de la creación de CONICIT fue el de institucionalizar el sistema científico, que hasta el momento se basaba más bien en logros individuales.
Además Caldera crea los Colegios Universitarios e Institutos Universitarios de Tecnología y nuevas universidades: Universidad Simón Bolívar (1967), dedicada a la ciencia y la tecnología; la Universidad Simón Rodríguez; la Universidad del Táchira y el Instituto de Altos Estudios de la Defensa Nacional.
En 1970 CONICIT, a través de FONACIT, comienza a otorgar becas para aumentar la cantidad de investigadores en campos de la ciencia y tecnología. Desde 1975 se le suma FUNDAYACUCHO que brinda becas para que personas de pocos recursos puedan acceder a capitarse en ciencia y tecnología en el país y el extranjero. Desde su fundación a financiado a más de 60 mil becarios.

### Biología y medicina
Las principales investigaciones biomédicas del país se desarrollaron en el IVNIC, que amplía el área de interés del IIM (que era básicamente el sistema nervioso) hacia nuevas disciplinas. De hecho, el primer presidente del IVIC fue el Dr. Marcel Roche (1959-1969) quien prevenía del IIM y que se dedica a la captación de profesionales de excelencia académica para ingresarlos o becarlos para su especialización en el exterior.
En las décadas de 1970 y 1980 se destacó el trabajo del médico Jacinto Convit, quien desarrolló una vacuna contra la lepra y un mejor tratamiento contra la leishmaniasis. Estos trabajos le valieron en 1987 el Premio Príncipe de Asturias y una nominación al premio Nobel en 1988. Fue además el creador del Instituto de Dermatología (antecesor del actual de Instituto de Biomedicina de Caracas), el cual dirigió desde 1972, y es desde el 2 de julio de 1973.
En este período se destacó también el trabajo de Baruj Benacerraf, quien nació en Caracas y emigró a Estados Unidos a los 15 años. Sus estudios se desarrollaron en el ámbito de las reacciones inmunológicas y la genética. Demostró que la respuesta inmune frente a un antígeno es distinta para cada individuo y es heredada según las leyes de Mendel. Todos los individuos pueden responder frente a un mismo antígeno soluble pero cada individuo reconoce distintos determinantes antigénicos. Recibió el premio Nobel de Medicina en 1980.

### Energía
En el primer gobierno de Rafael Caldera aumenta la participación estatal en el negocio petrolero y se nacionaliza el gas. Además se crea el Complejo Petroquímico de El Tablazo, con la idea de fomentar y desarrollar las actividades petroquímicas. En 1972 se crea el Centro Tecnológico del IVIC para abarcar los desarrollos tecnólogicos del área de ingeniería. El Centro de Química del instituto orientó buena parte de sus investigaciones hacia el petróleo pasando a ser el Centro de Petróleo y Química.
En 1974 asumió Carlos Andrés Pérez, quien durante su gobierno nacionaliza la industria del hierro (1975) y la del petróleo (1976), creando Petróleos de Venezuela, S.A. (PDVSA). El gobierno de Pérez crea en 1976 un instituto para el desarrollo de tecnología del petróleo, el INTEVEP. Al año siguiente, se incorporó un grupo de 75 profesionales y técnicos del Centro de Petróleo y Química del IVIC. Uno de los productos más destacados que ha desarrollado el INTEVEP es la Orimulsion para transformar en combustible industrial al petróleo extrapesado. Este método fue muy utilizado entre 1988 y 2003, cuando fue definitivamente reemplazado por otras tecnologías. El INTEVEP fue durante el siglo XX la institución más beneficiada del sistema científico-tecnológico, recibiendo el 31% de los recursos del sector.
En 1960 se inaugura en el IVIC el reactor nuclear RV-1 (que había sido comprado durante el gobierno de Pérez Jiménez) para fines pacíficos e investigación. Fue desmantelado en 1991 y transformado en la Planta de Esterilización por Rayos Gamma PEGAMMA.

### Sector agropecuario
En 1961 se crea el Fondo Nacional de Investigaciones Agropecuarias (FONAIAP). En 1973, el CIA y el Instituto de Investigaciones Veterinarias (IIV) se fusionan para crear el Centro Nacional de Investigaciones Agropecuarias (CENIAP). En 1975 el FONIAP se convierte en el ente ejecutor del programa de investigación agropecuaria de la Dirección de Investigación del MAC.

## Décadas de 1980 y 1990
Hacia finales de los años 1970 la industrialización de Venezuela se había desacelerado y el 95% de los ingresos de divisas al país se debían al petróleo. Durante las presidencias de Luis Herrera Campíns (1979-1984) y Jaime Lusinchi (1984-1989) el barril de petróleo llega a máximos históricos pero el aumento de la deuda externa lleva a una crisis económica. Se realizó una política económica de control cambiario que en un primer momento favoreció a la industria al reducir las importaciones.
En la década de 1990, en consonancia con lo que pasaba en otros países de la región, se comienzan a aplicar políticas de  liberalismo económico. Durante el segundo gobierno de Carlos Andrés Pérez (1989-1993) se produce la privatización de empresas públicas productoras de bienes y servicios, la liberalización financiera y un programa de ajuste macroeconómico. Pérez es sucedido por Rafael Caldera (1994-1999) que ve acotado su accionar por el Fondo Monetario Internacional y el bajo precio internacional del petróleo. La participación de la industria en el PBI venezolano bajó del 28% en 1989 al 16% en 1997.
En el plano científico, los recursos del sistema de ciencia y tecnología crecieron de forma sostenida hasta 1979. En el período que va de 1979 a 1983 se produce una disminución fuerte del presupuesto de Conicit que baja un 40%, quedando las asignaciones estables en un promedio de 30 millones de dólares anuales. En 1983 el país entra en crisis debido a la depreciación de su moneda. A raíz de esto comienza la emigración de científicos, que se acentúa en los años 1990. Las causas pueden encontrarse en los bajos salarios que se pagaban e universidades e institutos de investigación, la escasa renovación que se produjo en los cargos de investigación y las fallas en captar estudiantes interesados en dedicarse a la ciencia. Estados Unidos fue el principal receptor de esta emigración. En la década de 1990 había cerca de 9000 científicos y tecnólogos venezolanos trabajando en Estados Unidos.
En 1990 CONICIT crea el Programa de Promoción de Investigador (PPI), un sistema de acreditación para investigadores que constituye el núcleo de la comunidad científica venezolana. Este programa tomó como referencia al Sistema Nacional de Investigadores (SNI) de México. El PPI se basa en convocatorias anuales en las que los aspirantes son evaluados por pares y clasificados en tres categorías: Candidato, Investigador y Emérito. Cada investigador recibe una beca mensual con un monto que varía dependiendo de su categoría. El programa comenzó con cerca de 800 miembros y para finales de la década ya contaba con casi 1700, con un crecimiento interanual del 10,05%.

### Biología y medicina
En 1982 se forma el Instituto de Estudios Avanzados (IDEA), a partir de un grupo de investigadores del área de biofísica del sistema nervioso que abandonó el IVIC. En 1989 el IVIC crea la empresa Quimbiotec para desarrollar medicamentos derivados del plasma sanguíneo. A partir de 1998 la empresa entró en la fase de producción de albúmina y en 1999 de gamma-globulinas.

### Ciencias de la computación
Cabe destacar el trabajo de Manuel Blum, quien desarrolló su carrera en Estados Unidos y ha contribuido al desarrollo de las ciencias de la computación con el generador de números seudoaleatorios Blum Blum Shub, la teoría de Complejidad computacional, y sus aplicaciones a la criptografía y "program checking", el "stream cypher" de Blum-Goldwasser, y más recientemente Captchas. Blum es el único sudamericano que ha recibido el Premio Turing concedido en 1995.

## sigloXXI
Con la llegada de Hugo Chávez al poder en 1999 se producen una serie de transformaciones en el país, de los que no escapan la industria y el sistema de ciencia y tecnología. En octubre de ese año, disuelve el CONICIT dándole sus tareas de financiamiento de proyectos a una nueva agencia denominada Fondo Nacional de Ciencia, Tecnología e Innovación (FONACIT). Mientras que las tareas de coordinación del sistema de ciencia y tecnología quedan a cargo del Ministerio del Poder Popular para Ciencia y Tecnología e Innovación. En 2001 se aprueba la "Ley orgánica de ciencia, tecnología e innovación" que crea nuevos tributos para las empresas de hidrocarburos, mineras y otras con el objetivo de financiar la investigación científica. La meta del proyecto era que esos fondos volvieran al sistema productivo mediante innovaciones.
Durante este período se produce la estatización de un gran número de empresas trasnacionales vinculadas a los servicios públicos, el petróleo, la siderúrgica, el cemento y los alimentos. Entre 1999 y 2012 se perdieron cerca del 40% de las industrias del país, aumentando la dependencia del petróleo. Tras una grave enfermedad de Chávez en 2012 (y su posterior fallecimiento en 2013), Nicolás Maduro asume como presidente continuando con las políticas de su predecesor en un clima de crisis económica y social.
En el período 1999-2007 la cantidad de científicos pertenecientes al Programa de Promoción de Investigador pasó de 1700 a 5222, con un crecimiento interanual que duplicaba al del lustro anterior. El 85% de los mismos pertenecían a universidades públicas mientras que el resto lo hacían a universidades privadas y otros organismos. En 2007 los científicos del PPI se dividían por área de la siguiente manera: Ciencias Sociales (32,78%), Ciencias Biológicas y de la Salud (21,83%), Ciencias Ambientales y Agrícolas (17,64%), Ciencias Físicas, Químicas y Matemáticas (14,11%) e Ingeniería, Tecnología y Ciencias de la Tierra (13,6%).

### Nuevas universidades
Desde 1999 se crearon nuevas universidades: la Universidad Nacional Experimental de Yaracuy; la Universidad Marítima del Caribe; la Universidad Nacional Experimental Politécnica de la Fuerza Armada Bolivariana (UNEFA); la Universidad Nacional Experimental del Sur del Lago; la Universidad Deportiva del Sur y la Universidad Bolivariana de Venezuela. Además se han creado cuatro nuevos Institutos Universitarios de Tecnología: el IUT del Estado Bolívar, el IUT del Estado Apure, el IUT del Estado Barinas y el IUT en la Fría, Estado Táchira.

### Actividad aeroespacial
En 2005 se crea la Agencia Bolivariana para Actividades Espaciales (ABAE) bajo la órbita del Ministerio del Poder Popular para Ciencia y Tecnología e Innovación con el objeto de diseñar, coordinar y ejecutar el plan espacial venezolano. Siguiendo este objetivo ha puesto en órbita hasta el momento tres satélites artificiales: el Simón Bolívar (VENESAT-1, 2008), el Miranda (VRSS-1, 2012) y el Sucre (VRSS-2, 2017).

### Energía
Durante los gobiernos de Chávez y Maduro, Intevep ha contribuido a respaldar y ejecutar cada uno de los programas gubernamentales: la Misión Ribas, las Misiones Barrio Adentro, Sucre, Robinson y Vuelvan Caras y el impulso al desarrollo endógeno, al cooperativismo y la economía social.
En diciembre de 2015 fue firmado un convenio con Ferrominera Orinoco (FMO) para la producción de Orimatita® sustituto de la barita como agente densificante de los lodos de perforación usados por la industria petrolera para profundizar los pozos de exploración y extracción de hidrocarburos. En junio de 2018 finalmente comienza la producción de Orimatita® por medio de PDVSA Industrial, lo cual es un ahorro para la nación de US$ 100 millones al año ya que utiliza materia prima nacional.2

### Sector agropecuario
El Instituto Nacional de Investigaciones Agrícolas (INIA) reemplaza en el año 2000 al Centro Nacional de Investigaciones Agropecuarias.